# Нітросполуки

Загальна структура нітросполук

Ні́тросполу́ки (рос. нитросоединения, англ. nitrocompounds, нім. Nitroverbindungen f pl) — органічні речовини, в молекулах яких є нітрогрупа -NO2, пов'язана з атомами вуглецю.
Розрізняють нітросполуки аліфатичного та ароматичного рядів. Сполуки широко застосовують у виробництві сірчистих барвників, вибухових речовин, запашних речовин тощо.

## Отримання
Нітросполуки можна отримати нітруванням вуглеводнів у присутності сульфатної кислоти:
{\displaystyle {\ce {R-H + HNO3 ->[H_2SO_4]R-NO2 + H2O}}}
Також можна отримати при взаємодії галогенпохідних вуглеводнів та нітриту срібла:
{\displaystyle {\ce {R-Hal + AgNO2 ->R-NO2 + AgHal v}}}
Ще можна отримати оксиненням амінів за допомогою перманганату калію:
{\displaystyle {\ce {R-NH2 + 3O ->[KMnO_4]R-NO2 + H2O}}}
Також можна отримати окисненням оксимів альдегідів та кетонів:
{\displaystyle {\ce {R-CH=N-OH + O->[RCOOOH]R-CH2-NO2}}}

## Будова
В нітрогрупі атом азоту заряджений позитивно, тому в нього є чотири неспарені електрони, а отже, уторює чотири зв'язки. При цьому він знаходиться у стані sp2-гібридізації. В кожного атома кисню заряд -½, і кожний атом кисню утворює зв'язок з атомом азоту. Негібридна p-орбіталь, що залишилася в атомі азоту, утворює ще один зв'язок з обома атомами кисню (кратність кожного такого зв'язку — ½).
Довжина кожного зв'язку N-O становить 0,122 нм, кут між ними — 124–126°.

## Хімічні властивості
Можуть відновлюватися до амінів:
{\displaystyle {\ce {R-NO2 + 3H2->R-NH2 + 2H2O}}}
У первинних та вторинних нітросполуках атом водню може переходити до одного з атомів висню, що зв'язаний з азотом. Потім він може заміститися на атом металу, утворюючи нітронат:
{\displaystyle {\ce {R-CH2-N+(O- )=O <=>R-CH=N(O- H+)O +Na+OH- ->R-CH=N(O- Na+)O + H2O}}}
У концентрованій сульфатній кислоті можуть гідролізуватися. Продуктами реакції є карбонові кислоти та гідроксиламін:
{\displaystyle {\ce {R-CH2-NO2 ->[H_2SO_4]R-CO-NH-OH + H2O ->R-CO-OH + NH2-OH}}}